# Говоруха Володимир Іванович
Говоруха Володимир Іванович (нар. 30 травня 1960) — український суддя, голова Вищої ради правосуддя.

## Біографія, кар'єра
Народився 30 травня 1960 року в селі Халеп'я Обухівського району Київської області.
09.1977–10.1978 − робітник, слюсар, машиніст трактора, «Трипільська ДРЕС».
11.1978–09.1980 − проходження дійсної строкової військової служби.
09.1980–06.1985 − курсант Військового Червонопрапорного інституту Міністерства оборони.
06.1985–08.1985 − у розпорядженні голови військового трибуналу Самаркандського гарнізону.
08.1985–07.1989 − член військового трибуналу Самаркандського гарнізону.
08.1989−06.1993 − член військового трибуналу Туркестанського військового округу.
06.1993−04.1994 − суддя військового суду Центрального регіону України.
04.1994–07.2003 − помічник голови − суддя військового апеляційного суду Центрального регіону України.
07.2003–12.2010 − заступник голови військового апеляційного суду Центрального регіону України.
01.2011–09.2018 − суддя апеляційного суду Київської області.

## Вища рада правосуддя
06.03.2018 − обраний членом Вищої ради правосуддя XV черговим з'їздом суддів України та склав присягу члена ВРП.
20.03.2018 — включений до складу Першої Дисциплінарної палати.
з 28.09.2018 — суддя Київського апеляційного суду.
з 07.11.2018 — член Комісії для проведення конкурсу на зайняття вакантних посад Голови Служби судової охорони, його заступників.
16.04.2019 — обраний Головою Вищої ради правосуддя.

#### Декларація
- Е-декларація [Архівовано 16 квітня 2019 у Wayback Machine.]